# سهل رسوبي

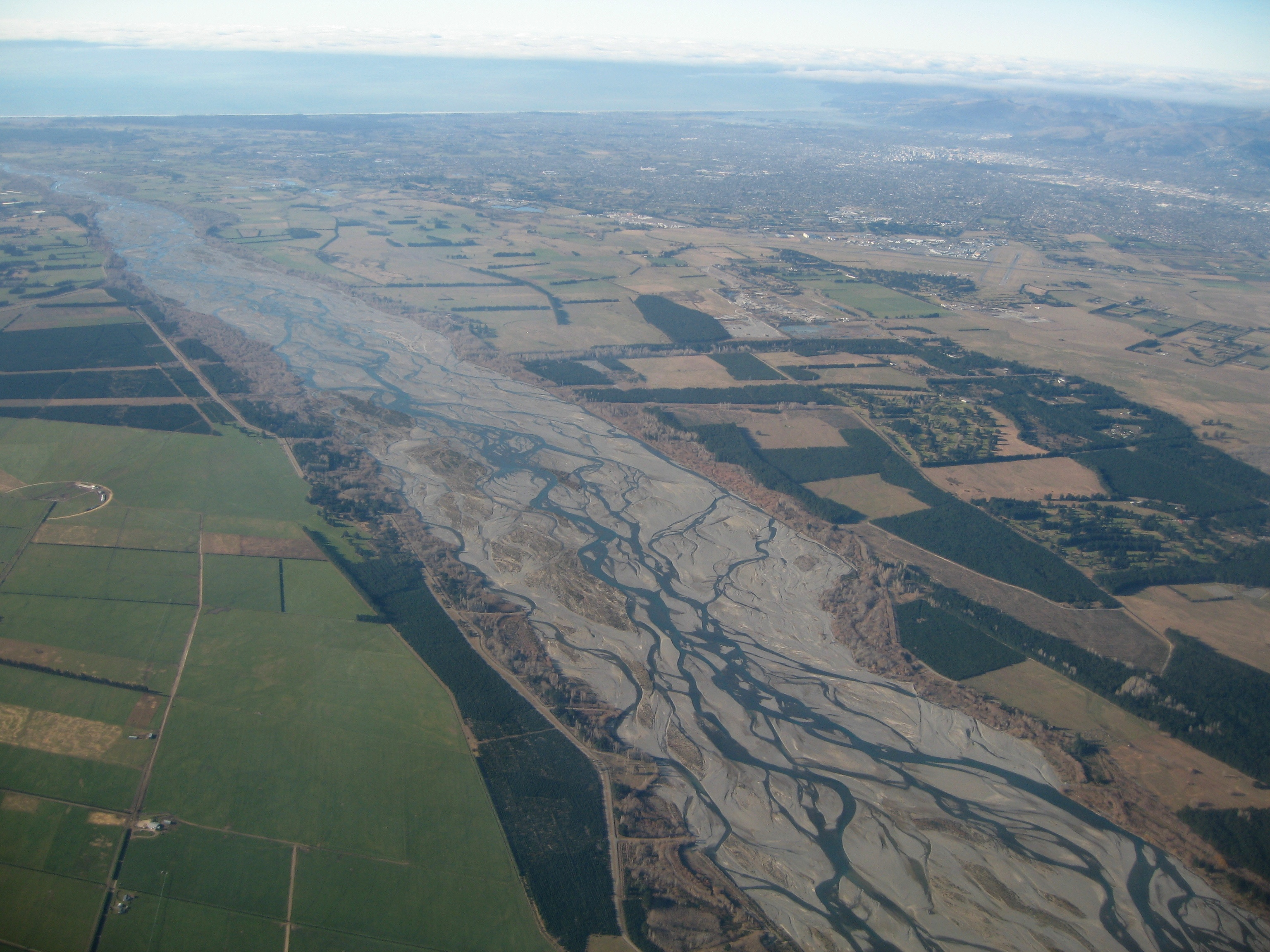
سهل رسوبي في نيوزلندا.

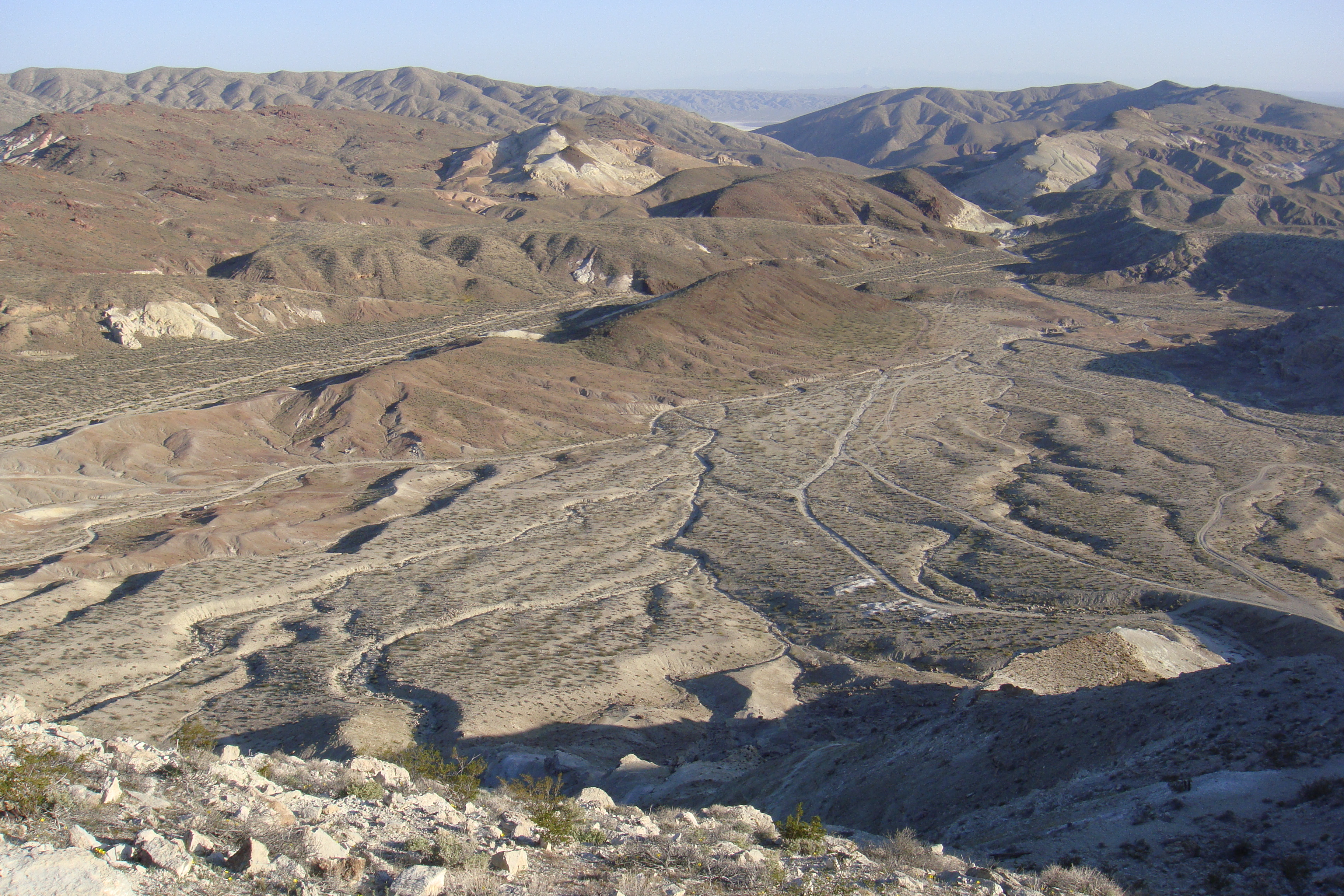
سهل رسوبي في كاليفورنيا.

السهل الرسوبي أو السهل الغريني أو السهل الفيضي هو أرض منبسطة تكونت بفعل زوال الترسبات وعادةً ما تتوسطها الأنهار والدلتا والبحيرات، من أبرز الأمثلة عن السهول هي السهل الرسوبي في العراق.